# Petra Buck-Heeb
Petra Buck-Heeb (* 1963 in Schorndorf als Petra Buck) ist eine deutsche Juristin, Professorin und Hochschullehrerin an der Gottfried Wilhelm Leibniz Universität Hannover.

## Karriere
Nach ihrem Abitur 1982 am Max-Planck-Gymnasium Schorndorf begann Petra Buck-Heeb im Wintersemester 1982/83 ein Studium der Rechtswissenschaften an der Universität Passau, wechselte später jedoch an die Universität Tübingen. 1986 legte sie ihr Erstes Juristisches Staatsexamen ab und war während ihres anschließenden Referendariats als Hilfskraft des frisch nach Tübingen gewechselten Heinz-Dieter Assmann tätig. 1990 legte sie in Stuttgart ihr Zweites Staatsexamen ab. Unter der Leitung von Assmann war sie nach ihrem zweiten Examen als wissenschaftliche Mitarbeiterin der DFG-Forschergruppe „Internationale Wirtschaftsordnung“ tätig. 1993 schloss sie in Tübingen ihre Promotion mit der Arbeit  „Geistiges Eigentum und Völkerrecht - Beiträge des Völkerrechts zur Fortentwicklung des Schutzes von geistigem Eigentum“ ab.
Anschließend erhielt Buck-Heeb ein Postdoktorandenstipendium im interdisziplinären Graduiertenkolleg „Vertiefung der Europäischen Integration“ der Universität Tübingen (bis 1995). Es folgten eine einjährige Mitarbeit am Lehrstuhl für Bürgerliches Recht, Handels- und Wirtschaftsrecht, Rechtsvergleichung und Rechtstheorie an der juristischen Fakultät der Universität Tübingen (Heinz-Dieter Assmann), während der eine Teilnahme an der Summerschool an der University of California, Berkeley zum Thema  „Law, Risk and Risk Management“ durch die VolkswagenStiftung gefördert wurde. 1997 war Buck-Heeb Mitarbeiterin am Lehrstuhl für Bürgerliches Recht und Zivilprozessrecht, Internationales Privat- und Verfahrensrecht an der juristischen Fakultät der Universität Tübingen (Burkhard Heß). 1998 bis 1999 habilitierte sich Buck-Heeb im Rahmen der Habilitationsförderung des  „Margarete von Wrangell-Habilitationsprogramm für Frauen“ des Ministeriums für Wissenschaft, Forschung und Kunst Baden-Württemberg. Dadurch erhielt sie die venia legendi für die Fächer Bürgerliches Recht, Handels- und Wirtschaftsrecht, Gewerblicher Rechtsschutz und Urheberrecht und Europarecht.
Es folgten Lehrstuhlvertretungen an den Universitäten Bielefeld und Hagen. Seit Oktober 2001 hat sie den ordentlichen Lehrstuhl für Zivilrecht, Europäisches und Internationales Wirtschaftsrecht an der Universität Hannover inne. Seit Oktober 2017 ist Buck-Heeb Direktorin bzw. stellv. Direktorin des „Interdisziplinären Instituts für Automatisierte Systeme e.V. (RifaS)“

## Mitgliedschaften
Seit April 2018 ist Buck-Heeb Mitglied im Verbraucherbeirat der Bundesanstalt für Finanzdienstleistungsaufsicht (BaFin). Seit März 2019 ist sie stellvertretende Vorsitzende des Verbraucherbeirats der Bundesanstalt für Finanzdienstleistungsaufsicht (BaFin).

## Publikationen (Auswahl)
- Geistiges Eigentum und Völkerrecht. Beiträge des Völkerrechts zur Fortentwicklung des Schutzes von geistigem Eigentum. Duncker & Humblot, Berlin 1994, ISBN 978-3-428-07957-5. (Dissertation)
- Wissen und juristische Person. Wissenszurechnung und Herausbildung zivilrechtlicher Organisationspflichten. Mohr Siebeck, Tübingen 2001, ISBN 978-3-16-147580-1. (Habilitationsschrift)
- Petra Buck-Heeb & Andreas Dieckmann: Selbstregulierung im Privatrecht. Mohr Siebeck, Tübingen 2010, ISBN 978-3-16-150486-0.
- Examens-Repetitorium Besonderes Schuldrecht 2, Gesetzliche Schuldverhältnisse. 5. Auflage. C.F. Müller, Heidelberg 2015, ISBN 978-3-8114-9404-6.
- Kapitalmarktrecht. 8. Auflage. C.F. Müller, Heidelberg 2016, ISBN 978-3-8114-4247-4.